# Alan Shepard
Alan Bartlett Shepard Jr. (Derry, 18 de novembro de 1923 – Pebble Beach, 21 de julho de 1998) foi um aviador naval, piloto de teste, astronauta e executivo estadunidense. Ele se tornou o primeiro estadunidense a chegar no espaço em 1961 na missão Mercury-Redstone 3 e depois foi a quinta pessoa a pisar na superfície da Lua durante a Apollo 14 em 1971.
Shepard formou-se na Academia Naval dos Estados Unidos em 1944 e lutou na Segunda Guerra Mundial no Teatro do Pacífico. Depois disso se tornou aviador naval em 1946 e piloto de teste em 1950. Ele foi selecionado em 1959 como um dos astronautas originais do Grupo 1 da NASA e fez seu primeiro voo em maio de 1961 na primeira missão tripulada do Projeto Mercury a bordo de uma nave espacial que ele nomeou como Freedom 7. Shepard chegou no espaço, porém não entrou em órbita. Foi o segundo humano a chegar no espaço depois do soviético Iuri Gagarin e o primeiro a controlar manualmente sua nave. Ele deveria voar na Mercury-Atlas 10 para um voo orbital de três dias, porém a missão foi cancelada em favor do Projeto Gemini.
Shepard foi escalado como o comandante da primeira missão Gemini tripulada, porém foi tirado do posto em 1963 depois de ser diagnosticado com doença de Ménière. Este problema foi sanado através de cirurgia em 1969 e ele foi colocado no comando da Apollo 14, indo para a Lua em fevereiro de 1971 e realizando a alunissagem mais precisa de todo o Programa Apollo. Entre novembro de 1963 e julho de 1969, e posteriormente de junho de 1971 até sua aposentadoria da Marinha e NASA em julho de 1974, trabalhou como Chefe do Escritório dos Astronautas. Depois de se aposentar ele atuou como executivo de várias empresas e fez fortuna no ramo imobiliário e bancário. Shepard morreu em 1998 por complicações relacionadas a leucemia.

## Infância
Alan Bartlett Shepard Jr. nasceu em 18 de novembro de 1923 em Derry, Nova Hampshire, Estados Unidos, filho de Alan B. Shepard Sr. e  Pauline Renza Emerson. Ele tinha uma irmã mais nova chamada Pauline, apelidada de Polly. Sua família era descendente de Richard Warren, um puritano britânico do Mayflower. Seu pai era chamado de Bart e trabalhava no Banco Nacional de Derry, que por sua vez era propriedade do avô. Shepard Sr. entrou na Guarda Nacional dos Estados Unidos em 1915 e lutou na França com as Forças Expedicionárias Americanas na Primeira Guerra Mundial. Ele continuou na Guarda Nacional e foi chamado para lutar novamente na Segunda Guerra Mundial, chegando na patente de tenente-coronel.
Shepard estudou na Escola Adams, onde seu desempenho acadêmico impressionou seus professores; ele pulou a sexta série e foi estudar na Escola Oak Street, onde pulou a oitava série. Foi estudar em 1936 na Academia Pinkerton, uma escola particular em que seu pai tinha estudado e onde seu avô era um fideicomissário. Shepard estudou lá até o final do ensino médio. Ele desde essa época já era fascinado por voar e criou um clube de aeromodelismo em Pinkerton, com seu presente de Natal de 1938 sendo um voo em um Douglas DC-3. No ano seguinte começou a passar um bom tempo no Aeroporto Regional de Manchester–Boston, onde começou a aceitar bicos em troca de um voo ocasional dos aviões ou aulas informais sobre pilotagem.
Formou-se da Academia Pinkerton em 1940. Nessa altura a Segunda Guerra já estavam em andamento na Europa e seu pai queria que ele se alistasse no Exército dos Estados Unidos. Shepard tinha outras ideias e em vez disso escolheu servir na Marinha. Ele facilmente foi aprovado em sua prova de aceitação na Academia Naval dos Estados Unidos em Annapolis, Maryland, porém aos dezesseis anos era muito jovem para iniciar seus estudos ainda naquele ano. A Marinha em vez disso o enviou para a Academia Almirante Farragut, uma escola preparatória para a Academia Naval, formando-se em 1941. Testes realizados na Farragut indicaram que Shepard tinha um QI de 145, porém suas notas foram medianas.
Shepard gostava bastante de praticar esportes aquáticos na Academia Naval. Era um velejador hábil e competitivo, vencendo várias corridas, incluindo uma regata realizada pelo Iate Clube de Annapolis. Ele aprendeu a velejar em todas as embarcações que a academia detinha, incluindo a escuna Freedom de 27 metros. Também participava de natação e remo. Ele foi para o Colégio Principia em Illinois nas férias de final de ano de 1942 a fim de ficar com sua irmã, que não pode voltar para casa devido a restrições de viagens em tempos de guerra. Lá Shepard conheceu Louise Brewer, cujos pais eram pensionistas da família Du Pont e devotos da Ciência Cristã. O curso normal de quatro anos da Academia Naval foi encurtado para três por causa da guerra e ele se formou e foi comissionado alferes em 6 de junho de 1944, ficando na 463ª posição em uma classe de 915. No mês seguinte secretamente ficou noivo de Brewer. Ele recebeu um Bacharelato de Ciências pela Academia Naval.

## Carreira na Marinha

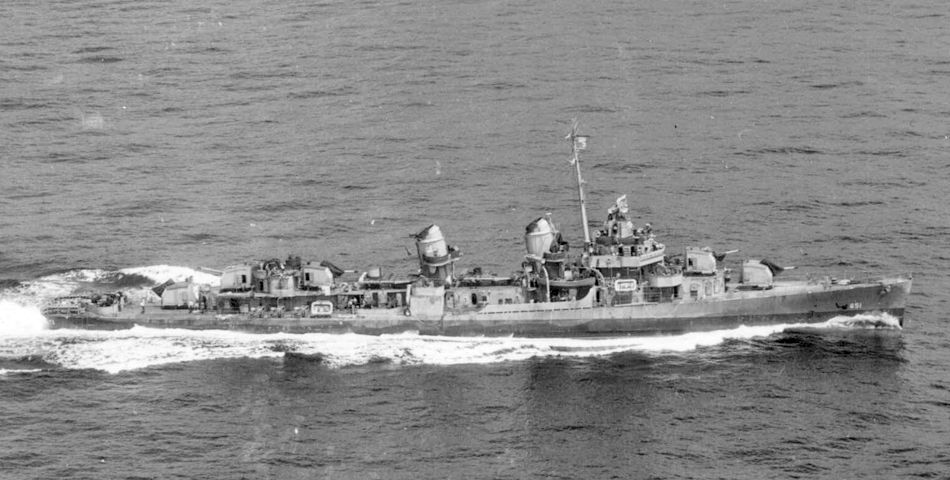
O Cogswell em 1945.

Shepard foi designado em agosto de 1944 para o contratorpedeiro USS Cogswell, logo depois de passar um mês tendo aulas de aviação; era uma política da Marinha dos Estados Unidos na época que candidatos a aviação naval servissem primeiro no mar. O navio na época estava em serviço ativo no Oceano Pacífico. Ele juntou-se à tripulação em 30 de agosto quando a embarcação voltou para a base naval de Ulithi. O Cogswell dois dias depois ajudou a resgatar 172 marinheiros do cruzador rápido USS Reno, que tinha sido torpedeado por um submarino japonês, escoltando em seguida o navio avariado de volta para Ulithi. O contratorpedeiro foi fustigado pelo Tufão Cobra em dezembro e no mês seguinte enfrentou kamikazes durante a Invasão do Golfo de Lingayen.
O Cogswell voltou para os Estados Unidos em fevereiro de 1945 a fim de passar por reformas. Shepard recebeu três semanas de licença, durante as quais ele e Brewer decidiram se casar. A cerimônia ocorreu em 3 de março na Igreja Luterana de Santo Estêvão em Wilmington, Delaware. Seu pai foi seu padrinho. Os recém casados puderam passar pouco tempo juntos, já que Shepard voltou para o navio em 5 de abril em Long Beach, Califórnia. Os dois tiveram duas filhas depois da guerra: Laura em 1947 e Julie em 1951. A irmã de Louise morreu em 1956 e eles passaram a cuidar de sua sobrinha Judith Williams, quem o casal nomeou de Alice para que não fosse confundida com sua Julie, porém ela nunca foi adotada oficialmente. Eles acabaram tendo seis netos.
Shepard foi nomeado oficial artilheiro durante sua segunda viagem de serviço a bordo do Cogswell, ficando responsável pelas armas antiaéreas de vinte e quarenta milímetros na proa do navio. Eles enfrentaram kamikazes na Batalha de Okinawa, onde o contratorpedeiro serviu no perigoso papel de piquete de radar. Isto envolvia avisar o resto da frota sobre a aproximação de kamikazes, porém, como normalmente esses navios eram os primeiros a serem avistados pelas aeronaves japonesas, também costumavam ser os alvos mais prováveis. O Cogswell atuou nessa função de 27 de maio a 26 de junho, quando juntou-se a Força Tarefa de Porta-Aviões Rápidos. A embarcação também participou bombardeios navais de cidades japonesas e esteve presente em setembro na Baía de Tóquio para a Rendição do Japão. Shepard voltou para os Estados Unidos no final do mês.

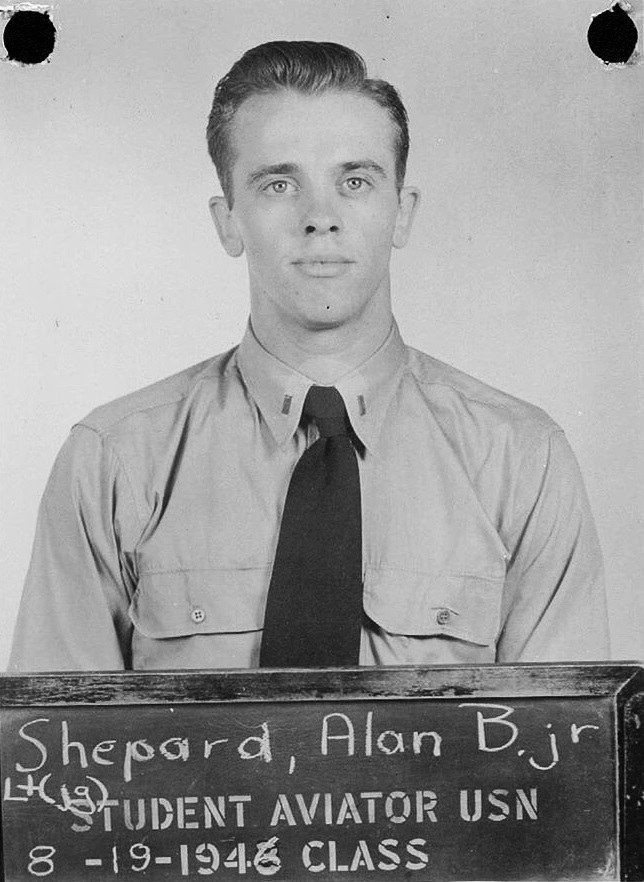
Shepard em 1946 como estudante de aviação.

Shepard chegou em novembro de 1945 na Estação Aeronaval de Corpus Christi no Texas, começando seu treinamento básico de voo em 7 de janeiro. Era um estudante mediano e por um período quase foi tirado do treinamento aéreo e redesignado para a marinha de superfície. Shepard compensou tendo aulas particulares em uma escola local de aviação civil, algo que a Marinha desaprovava, conseguindo uma licença de piloto civil. Suas habilidades melhoraram gradualmente e os instrutores o avaliaram como acima da média no início de 1947. Foi em seguida enviado até Estação Aeronaval de Pensacola na Flórida para passar por treinamentos avançados. Sua prova final foram seis pousos perfeitos no porta-aviões USS Saipan. Ele recebeu seu distintivo de aviador naval no dia seguinte, que foi colocado em seu peito por seu pai.
Foi designado para o Esquadrão de Caças 42, voando um Vought F4U Corsair. Sua base era nominalmente o porta-aviões USS Franklin D. Roosevelt, porém a embarcação na época estava em reforma, ficando nesse meio tempo na Estação Naval de Norfolk na Virgínia. Shepard partiu em sua primeira viagem de serviço pelo Caribe no Franklin D. Roosevelt em 1948. A maioria dos aviadores também estavam em sua primeira viagem. Aqueles que não eram novatos puderam se qualificar para pousos noturnos em porta-aviões, uma manobra perigosa, especialmente em um Corsair, que precisava virar drasticamente na aproximação. Shepard conseguiu persuadir seu comandante a lhe permitir participar da qualificação. O navio voltou brevemente para Norfolk e então partiu para uma viagem de nove meses pelo Mar Mediterrâneo. Ele ganhou a reputação de farrista e mulherengo, também instituindo um ritual de, sempre que possível, ligar para a esposa todos os dias às 17h00min.
Serviço marítimo era normalmente alternado com períodos em terra. Shepard foi selecionado em 1950 para a Escola de Pilotos de Teste Navais na Estação Aeronaval do Rio Patuxent em Maryland. Como piloto de teste ele realizou testes de altitude a fim de obter informações sobre as massas de luz e ar em diferentes altitudes sobre a América do Norte, sustentabilidade do McDonnell F2H Banshee em porta-aviões, experimentos com o novo sistema de reabastecimento em voo da Marinha e testes em um convés de voo inclinado. Shepard por pouco evitou uma corte marcial pelo contra-almirante Alfred M. Pride, o comandante da estação, por ter feito loops na Ponte da Baía de Chesapeake e voado baixo sobre a base e as praias de Ocean City; entretanto, seus superiores John Hyland e Robert M. Elder intercederam a seu favor.

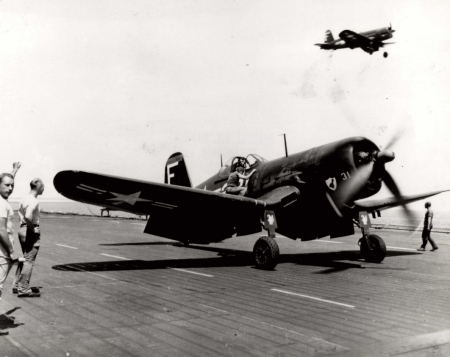
O Corsair de Shepard no convés do Franklin D. Roosevelt em 1948.

Sua designação seguinte foi no Esquadrão de Caças 193, um esquadrão noturno de Banshees baseado na Estação Aeronaval de Moffett Field na Califórnia. Era parte do Grupo Aéreo 19 do comandante James D. Ramage. Aviadores navais com experiência em aeronaves a jato ainda eram relativamente raros, com Ramage especificamente requisitando Shepard por causa de um conselho de Elder. Ramage nomeou Shepard como seu ala, uma decisão que salvaria sua vida em 1954, quando seu sistema de oxigênio falhou e Shepard o guiou por conversas até pousar. Como oficial de operações do esquadrão, suas principais tarefas eram passar seus conhecimentos de aviões a jatos para colegas aviadores e mantê-los vivos. Shepard fez duas viagens de serviço no Pacífico a bordo do porta-aviões USS Oriskany. Ele foi designado em 1953 para uma viagem de combate na Guerra da Coreia, porém o Acordo de Armistício Coreano foi assinado em julho e encerrou os conflitos antes de Shepard conseguir participar.
O contra-almirante John P. Whitney requisitou os serviços de Shepard como ajudante de campo, porém ele queria voar. Ramage falou com Whitney e conseguiu que Shepard voltasse para Patuxent. Ele testou o McDonnell F3H Demon, Vought F8U Crusader, Douglas F4D Skyray e Grumman F11F Tiger. O Vought F7U Cutlass tinha a tendência de entrar em um giro invertido durante rolagens rápidas. Isto era comum em muitas aeronaves, porém o avião normalmente se corrigia se o piloto soltasse o manche. Entretanto, isto não funcionou com o Cutlass e Shepard foi forçado a ejetar quando a aeronave não saiu de seu giro. Em 1957 foi o piloto de teste do projeto do Douglas F5D Skylancer. Shepard não gostou do avião e fez um relatório não favorável. A Marinha cancelou suas encomendas e em vez disso comprou o Crusader. Ele também fez um relatório desfavorável sobre o Tiger após um incidente em que o motor falhou durante um mergulho em alta velocidade. Shepard felizmente conseguiu fazer o motor voltar a funcionar.
Shepard tornou-se instrutor da Escola de Pilotos de Teste e depois entrou no Colégio de Guerra Naval em Newport, Rhode Island. Ele se formou e 1957 e assumiu o posto de Oficial de Preparação de Aeronaves no Estado-Maior da Frota do Atlântico. Até então ele já tinha mais de 3 600 horas de voo, incluindo 1 700 em jatos.

## Carreira espacial

### Seleção

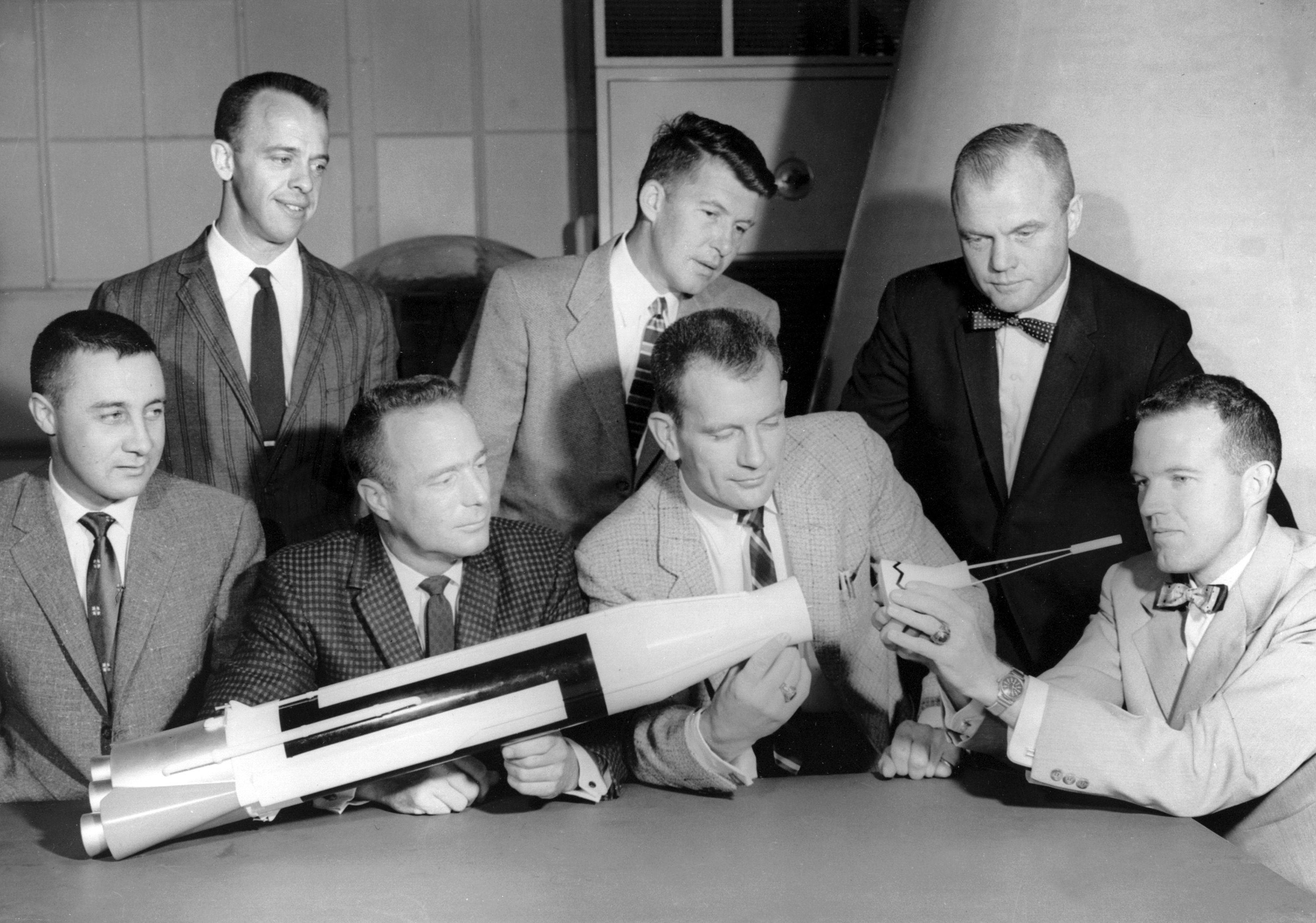
Os astronautas em 12 de julho de 1962. Esquerda para direita: Grissom, Shepard, Carpenter, Schirra, Slayton, Glenn e Cooper.

A União Soviética lançou em 4 de outubro de 1957 o Sputnik 1, o primeiro satélite artificial da história. Isto abalou a confiança norte-americana em sua superioridade tecnológica, criando uma onda de ansiedade conhecida como a Crise do Sputnik. O presidente Dwight D. Eisenhower, dentre suas medidas, iniciou a Corrida Espacial. A Administração Nacional da Aeronáutica e Espaço (NASA) foi estabelecida em 1º de outubro de 1958, sendo uma agência civil encarregada de liderar o desenvolvimento do programa espacial dos Estados Unidos. Uma de suas iniciativas foi o Projeto Mercury, anunciado em dezembro. Ele tinha a intenção de lançar um humano em órbita da Terra e trazê-lo de volta em segurança, nisso avaliando suas capacidades no espaço.
A NASA recebeu a permissão de Eisenhower para recrutar seus primeiros astronautas a partir do corpo de pilotos de teste das forças armadas. Os históricos de serviço de 508 formandos de diversas escolas de pilotos de teste foram obtidos com facilidade do Departamento de Defesa dos Estados Unidos. Destes, considerou-se que 110 homens encaixavam-se nos requisitos mínimos: ter menos de quarenta anos de idade, possuir um bacharelado ou equivalente e ter 1,80 metros de altura ou menos. Apesar destes requisitos não terem sido aplicados estritamente, o requerimento da altura foi, dado o tamanho projetado da capsula da espaçonave Mercury. Os 110 foram divididos em três grupos, com os mais promissores ficando no primeiro.
O primeiro grupo de 35 candidatos, incluindo Shepard, foi convocado para se reunir no Pentágono em 2 de fevereiro de 1959. Os oficiais da Marinha e do Corpo de Fuzileiros Navais foram recepcionados pelo almirante Arleigh Burke, o Chefe de Operações Navais, enquanto os oficiais da Força Aérea foram recebidos pelo general Thomas D. White, o Chefe do Estado-Maior da Força Aérea. Os dois afirmaram seu apoio ao programa espacial e prometeram que as carreiras dos voluntários não seriam afetadas negativamente de forma alguma. Oficiais da NASA em seguida fizeram um resumo sobre o Projeto Mercury. Eles reconheceram que seria uma empreitada perigosa, porém enfatizaram que era de grande importância nacional. Shepard na mesma noite discutiu os eventos do dia junto com os colegas aviadores navais Jim Lovell, Pete Conrad e Walter Schirra, todos os quais também tornariam-se astronautas. Eles ficaram preocupados sobre o futuro de suas carreiras, mas mesmo assim resolveram se voluntariar para o trabalho.
Este mesmo processo foi repetido uma semana depois com o segundo grupo de 34 candidatos. Dos 69 candidatos ao todo até então, descobriu-se que seis estavam acima do limite de altura, quinze foram eliminados por outros motivos e dezesseis recusaram a oportunidade. Isto deixou a NASA com 32 candidatos. Já que isto era muito mais do que o esperado, foi decidido não se importar com os outros 41 candidatos do terceiro grupo, pois 32 parecia um número mais do que adequado para selecionar os doze astronautas planejados. O grau de interesse também indicou que poucos iriam abandonar o programa durante o treinamento, o que resultaria no treino de astronautas que não voariam nas missões do Projeto Mercury. Dessa forma foi decidido cortar o número de selecionados para apenas seis. Seguiu-se uma série de exigentes testes físicos e psicológicos realizados no Instituto de Pesquisa Respiratória Lovelace e no Laboratório Médico Aeroespacial de Wright. Lovell foi o único candidato a ser eliminado por motivos médicos nesse estágio, porém depois se descobriu que o diagnostico estava errado e ele acabou selecionado no Grupo 2 em 1962; outros treze foram recomendados com ressalvas. Robert Gilruth, o diretor do Grupo de Tarefas Espaciais, não conseguiu escolher apenas seis dos dezoito restantes, escolhendo no final sete.
Shepard foi informado em 1º de abril de 1959 que tinha sido um dos selecionados. Ele viajou com Louise para Boston, Massachusetts, dois dias depois a fim de comparecer ao casamento de uma prima, podendo assim contar a notícia para seus pais e irmã. As identidades dos sete selecionados foram anunciadas oficialmente em 9 de abril na Casa Cutts–Madison em Washington, D.C.. Eles eram Scott Carpenter, Gordon Cooper, John Glenn, Gus Grissom, Schirra, Shepard e Donald Slayton. A magnitude do desafio à frente ficou clara apenas algumas semanas depois na noite de 18 de maio, quando os astronautas se reuniram em Cabo Canaveral na Flórida para assistirem o lançamento do foguete SM-65D Atlas, que era similar a aquele que os lançaria para o espaço. Entretanto, o foguete explodiu alguns minutos depois do lançamento e iluminou o céu noturno. Os astronautas ficaram aturdidos. Shepard se virou para Glenn e disse: "Bem, estou feliz que eles já tiraram isso do caminho".

### Freedom 7

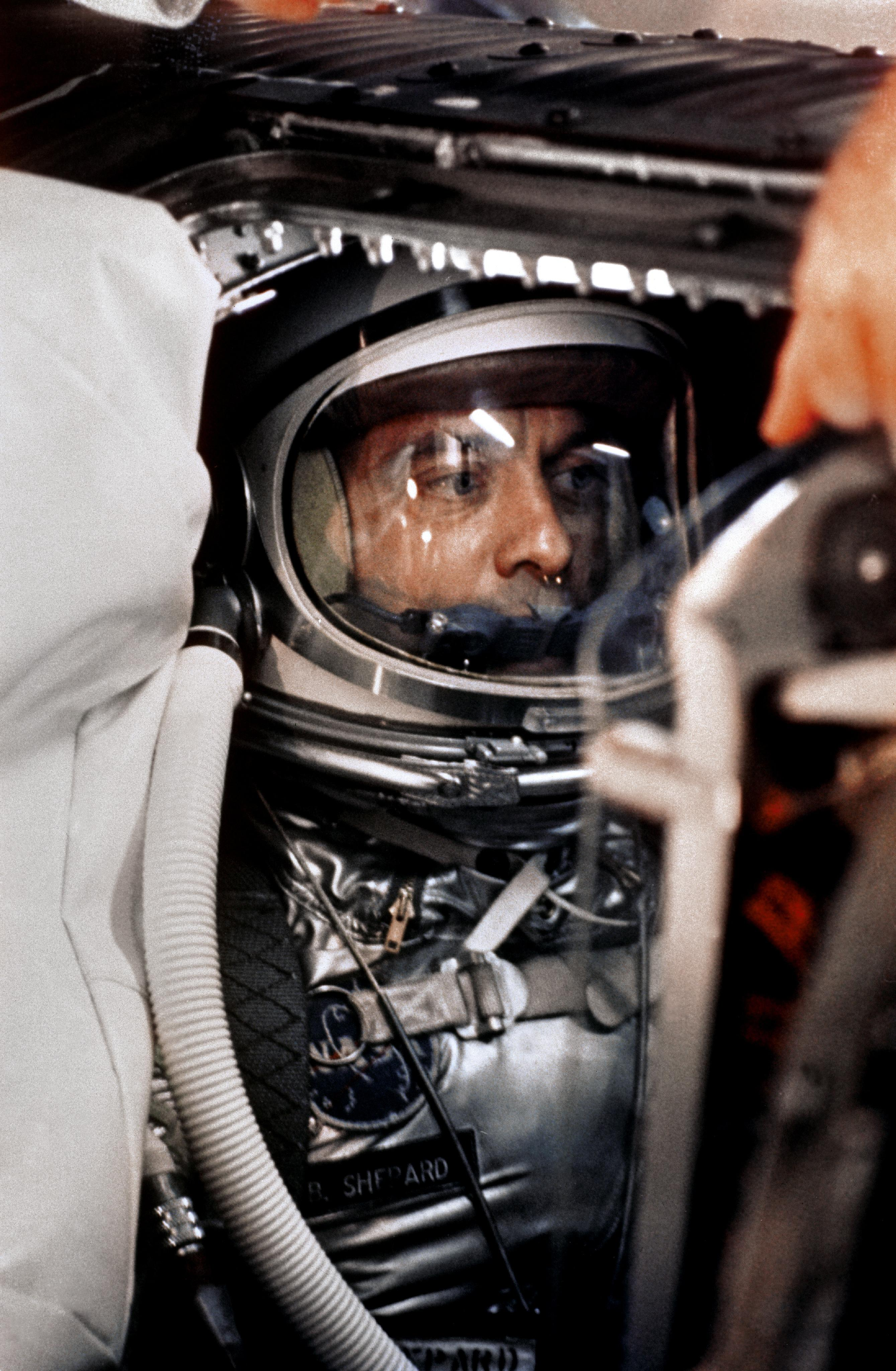
Shepard na Freedom 7 pouco antes do lançamento.

Dado a grande competição oriunda dos outros astronautas, particularmente Glenn, Shepard parou de fumar e adotou o hábito de Glenn de fazer caminhadas pelas manhãs, porém ele não chegou a ponto de parar de beber ou galantear. Gilruth informou os sete astronautas em 19 de janeiro de 1961 que Shepard fora o escolhido para a primeira missão tripulada norte-americana para o espaço. Ele depois afirmou que a resposta de sua esposa ao saber que estava abraçada com aquele que seria o primeiro homem no espaço foi "Quem deixou um russo entrar?". Shepard realizou mais de 120 voos em um simulador da espaçonave Mercury, simulador este que era detestado por todos os astronautas. O voo originalmente foi marcado para 26 de abril de 1960, porém foi adiado várias vezes por diversos motivos, inicialmente para 5 de dezembro, então meados de janeiro de 1961, 6 de março, 25 de abril, 2 de maio e por fim 5 de maio de 1961. O cosmonauta soviético Iuri Gagarin tornou-se em 12 de abril o primeiro humano no espaço e o primeiro a orbitar a Terra. Foi outro golpe contra o orgulho dos Estados Unidos. Shepard foi informado do voo de Gagarin por telefone de madrugada através de um engenheiro da NASA que era seu conhecido.
Shepard finalmente pilotou a missão Mercury-Redstone 3 em 5 de maio e tornou-se o primeiro norte-americano e o segundo humano a realizar uma viagem para o espaço. Ele escolheu nomear sua espaçonave, a sétima capsula Mercury produzida, de Freedom 7. Ela foi lançada da Estação da Força Aérea de Cabo Canaveral no topo de um foguete Redstone. Segundo Gene Kranz, controlador de voo da NASA, "Quando repórteres perguntaram a Shepard o que tinha pensado quando sentou no topo do foguete Redstone, esperando pela decolagem, ele respondeu, 'O fato de que todas as peças desta nave foram construídas por aqueles que deram o menor preço'".
A Freedom 7 ficou em uma trajetória suborbital por pouco mais de quinze minutos, diferente do voo orbital de quase duas horas da Vostok 1 de Gagarin, cuja espaçonave era aproximadamente três vezes maior do que a nave Mercury. Shepard alcançou uma altitude máxima de 187,5 quilômetros e amerrissou no Oceano Atlântico depois de percorrer uma distância de 487,3 quilômetros. Diferentemente de Gagarin, cujo voo foi totalmente automático, Shepard tinha algum controle sobre a Freedom 7, particularmente atitude. Ele testou durante o voo os controles de todos os eixos da nave e em seguida realizou observações da Terra, conseguindo distinguir com facilidade os continentes, ilhas e lagos, porém teve dificuldades de enxergar cidades através do periscópio instalado. Seu lançamento foi assistido por milhões de pessoas pela televisão.
Uma coisa que não foi vista pelo público foi a "emergência" de Shepard antes do lançamento. Seu traje espacial não fora equipado com nenhum sistema para a eliminação de urina ou fezes já que esperava-se que a viagem durasse apenas quinze minutos. Ele foi colocado na cápsula espacial e o lançamento atrasou em oito horas; sua resistência cedeu e Shepard foi forçado a urinar dentro de seu traje, o que danificou os sensores médicos que deveriam medir sua condição durante o voo. A NASA entrou em contato com o fabricante B. F. Goodrich depois da missão e um sistema de coleta de urina foi implantado no traje até a época do voo de John Glenn na Mercury-Atlas 6 em fevereiro de 1962.

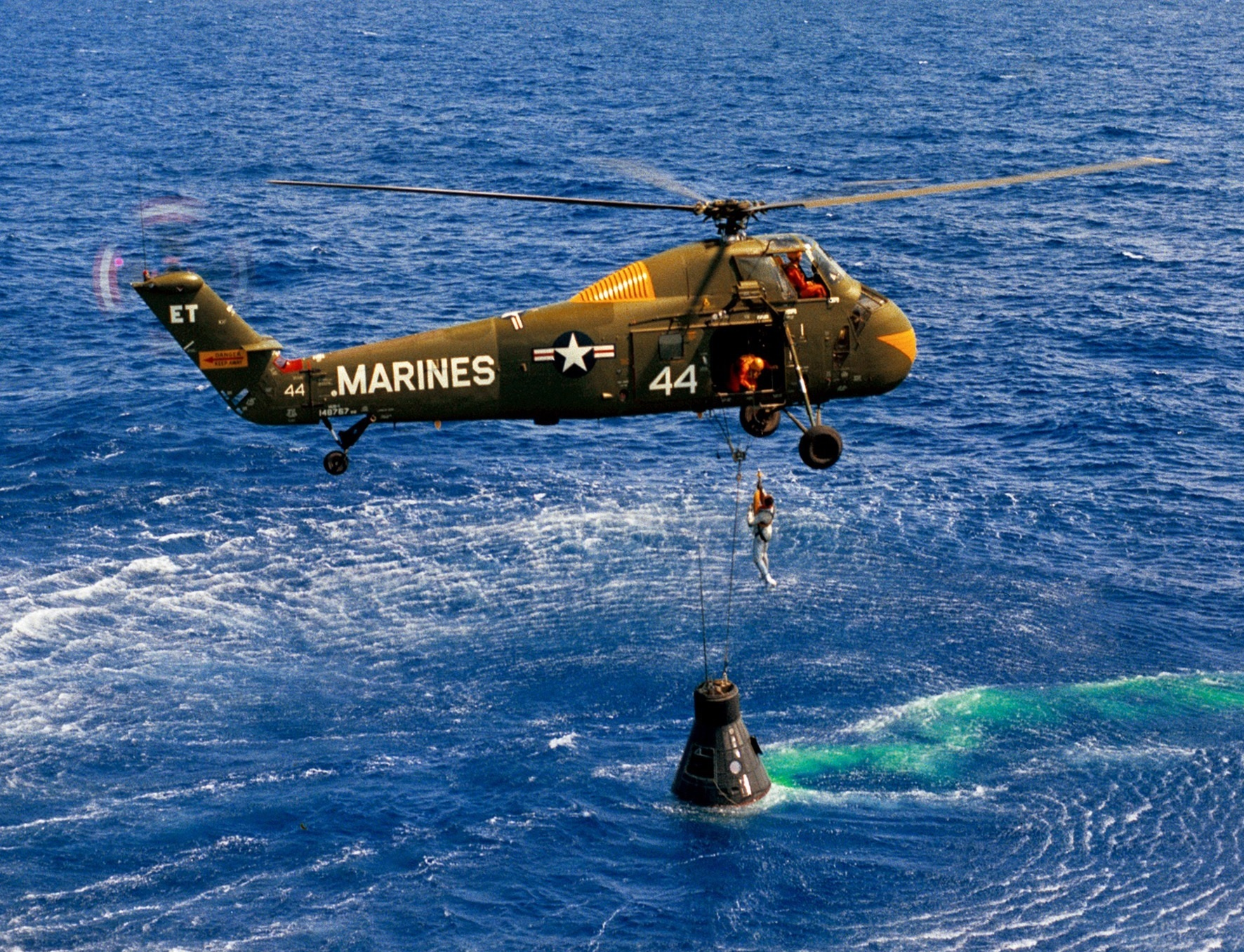
Shepard sendo resgatado da Freedom 7 no Oceano Atlântico por um helicóptero do Corpo de Fuzileiros Navais.

Shepard posteriormente comentou que, após amerissar no Atlântico, "só fui realmente sentir que o voo tinha sido um sucesso até o resgate ter sido completado com sucesso. Não é a queda que dói; é a parada repentina". A amerrissagem ocorreu com um impacto comparável a pousar uma aeronave a jato em um porta-aviões. O helicóptero de resgate chegou no local alguns minutos depois e a capsula foi levantada parcialmente para fora da água a fim de permitir que Shepard saísse dela através da escotilha. Ele saiu e se prendeu a uma corda e foi içado até o helicóptero, que então transportou o astronauta e a espaçonave até o porta-aviões USS Lake Champlain. Todo o processo de resgate demorou apenas onze minutos. Shepard foi celebrado como um herói nacional e foi homenageado com desfiles por Washington, Nova Iorque e Los Angeles, também recebendo a Medalha de Serviço Distinto da NASA das mãos do presidente John F. Kennedy. Também foi condecorado com a Cruz de Voo Distinto da Marinha.
Shepard foi o comunicador com a capsula (CAPCOM) do voo orbital de Glenn, para o qual ele também tinha sido considerado, e da Mercury-Atlas 7 de Carpenter. Também foi o reserva de Cooper para a missão Mercury-Atlas 9, quase substituindo-o depois de Cooper ter voado baixo perto do edifício administrativo da NASA em Cabo Canaveral a bordo de um Convair F-106 Delta Dart. Ele foi colocado para voar na Mercury-Atlas 10 durante os estágios finais do Projeto Mercury, com o plano sendo que ele ficasse em órbita por três dias. Shepard nomeou sua espaçonave de Freedom 7 II em homenagem a Freedom 7 original, inclusive pintando o nome do lado de fora. Entretanto, James Webb, o Administrador da NASA, anunciou em 12 de junho de 1963 que o Projeto Mercury tinha alcançado seus objetivos e que estaria sendo encerrado em favor do Projeto Gemini. Shepard chegou a fazer um apelo pessoal ao presidente Kennedy para impedir isso, porém em vão.

### Astronauta chefe

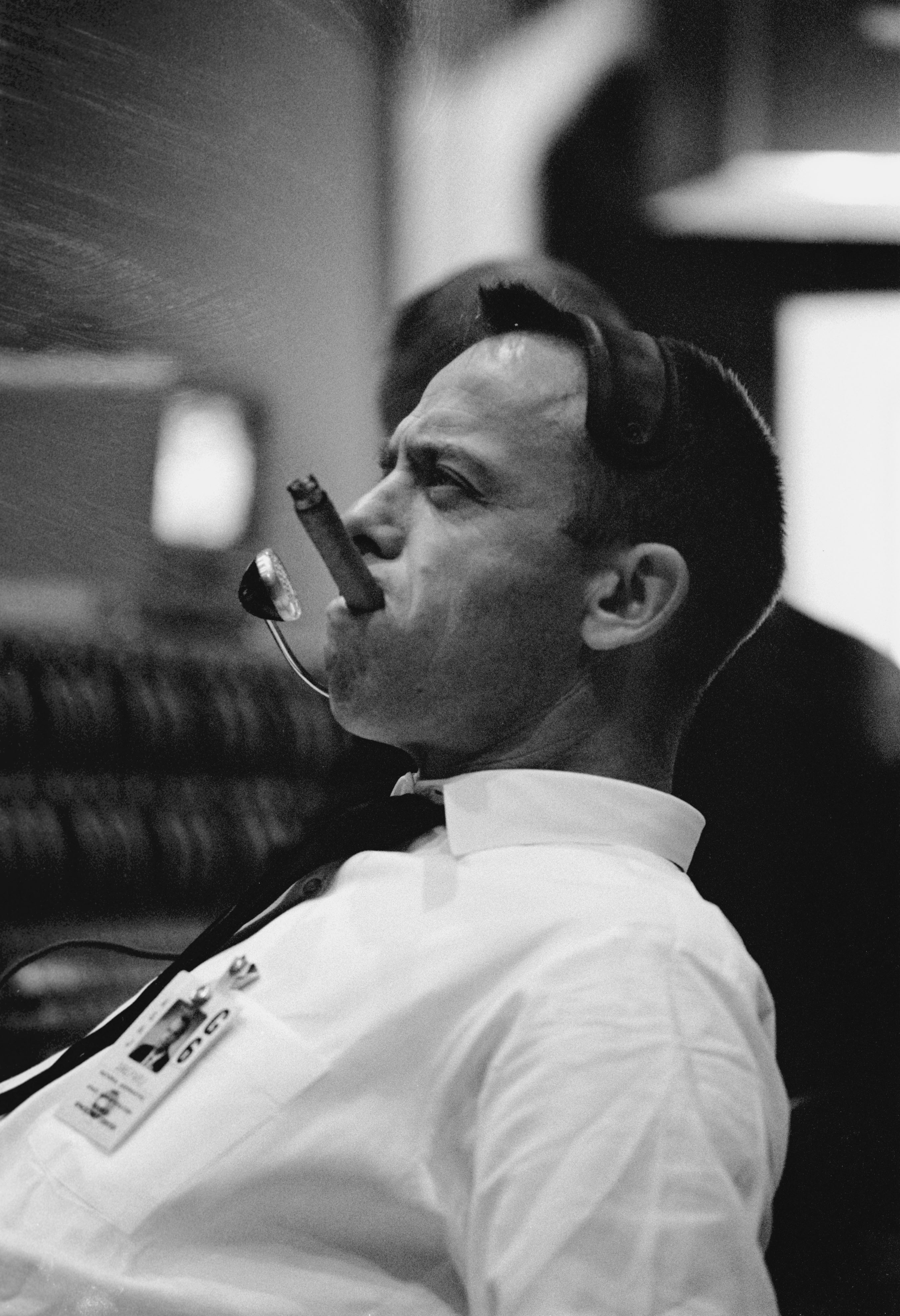
Shepard no Centro de Controle de Missão durante o lançamento da Gemini VI-A.

O Projeto Mercury foi sucedido pelo Projeto Gemini, que tirou seu nome da constelação de Gêmeos para fazer referência ao fato que a espaçonave agora podia levar dois astronautas em vez de apenas um. Shepard foi designado para o comando da Gemini III, a primeira missão tripulada do programa, tendo Thomas Stafford como seu companheiro. Ele começou a passar por episódios de extrema tontura e náusea no final de 1963, que eram acompanhados por um barulho alto ressonante em seu ouvido esquerdo. Shepard tentou manter isso em segredo por temer perder seu certificado de voo, porém também sabia que poderia morrer caso um episódio ocorresse no ar ou no espaço. Ele foi forçado a contar sobre a situação para Slayton, que agora era o Diretor de Operações de Tripulações de Voo, após um episódio durante uma aula em Houston, para onde tinha ido morar depois de se mudar de Virginia Beach na Virgínia, indo em seguida se consultar com os médicos da NASA.
Os médicos o diagnosticaram com Doença de Ménière, uma condição em que a pressão de fluídos se acumula dentro do ouvido. Esta síndrome faz com que os canais semicirculares e detectores de movimento fiquem extremamente sensíveis, resultando em desorientação, tontura e náusea. Não havia cura, porém a doença desaparecia por conta própria em vinte por cento dos casos. Os médicos receitaram diuréticos em uma tentativa de drenar o fluído do ouvido. Shepard também foi diagnosticado com um glaucoma. Um raio-X encontrou um caroço em sua tiroide, com cirurgiões do Hospital Hermann realizando em 17 de janeiro de 1964 uma incisão em sua garganta e retirando vinte por cento de sua tiroide. A condição fez Shepard perder seu certificado de voo. Grissom e John Young acabaram voando na Gemini III em março de 1965.
Shepard foi nomeado em novembro de 1963 como o Chefe do Escritório dos Astronautas. Ele ficou responsável pelo treinamento dos astronautas da NASA. Isto envolvia o desenvolvimento dos programas de treinamento adequados para todos e cronogramas de treinos individuais para missões. Ele também fez parte em 1966 do painel de seleção para o Grupo 5 de Astronautas. Fora de suas funções na NASA, Shepard passava boa parte de seu tempo investindo em bancos, prospecção e no mercado imobiliário. Ele tornou-se um dos donos e vice-presidente do Banco Nacional Baytown e costumava passar horas ao telefone de seu escritório da NASA gerenciando-o. Shepard também comprou uma parcela de uma fazenda em Weatherford no Texas que criava cavalos e gado. Sua secretária durante esse período tirou vários retratos fotográficos de Shepard em que ele posava com expressões diferentes em seu rosto. Ela colocava essas fotos na porta do escritório com uma placa que dizia "Humor do Dia". Os visitantes então podiam olhar para a foto e decidir se era um bom momento para conversar com ele. O autor Tom Wolfe caracterizou as duas personalidades de Shepard como "Al Sorridente" e o "Comandante de Gelo". "Dentro de seu vestiário", segundo Wolfe, "ele mantinha o Al Sorridente do Cabo!".
| “ | Então Al parecia como um ser humano completamente diferente, como se tivesse removido sua máscara de gelo. Ele sairia do avião com seus olhos dançando. Um grande sorriso goomba-goomba tomaria seu rosto. No meio do caminho você podia esperar que ele começasse a estalar seus dedos, porque tudo nele parecia estar se perguntando: "Onde está a ação?". Se ele então subisse em seu Corvette – bom, ai, você teria: a imagem perfeita do Piloto de Caça Longe de Casa. | ” |

### Apollo 14

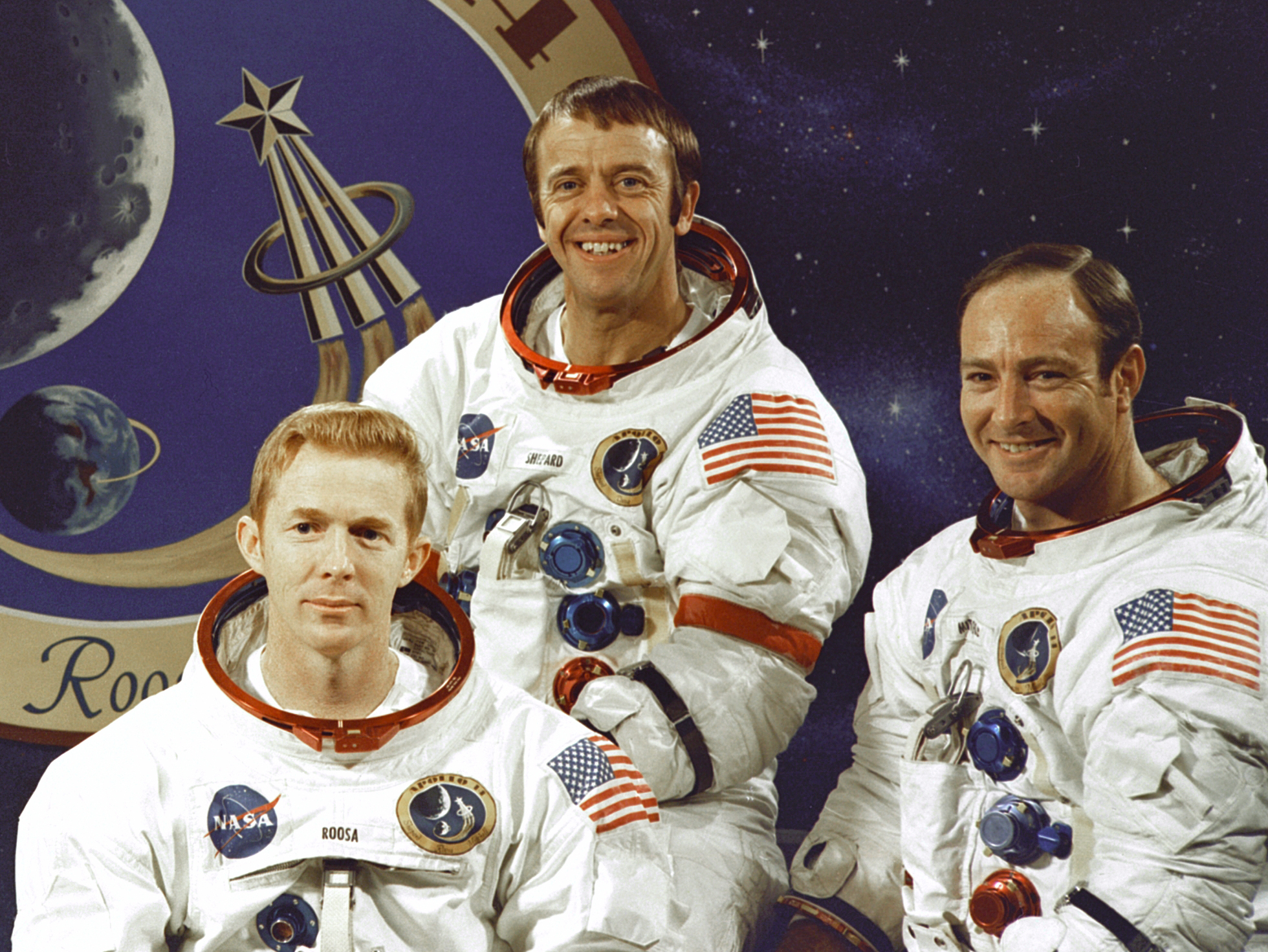
A tripulação da Apollo 14. Esquerda para direita: Roosa, Shepard e Mitchell.

Stafford foi até o escritório de Shepard em 1968 e lhe contou que um otologista em Los Angeles tinha desenvolvido uma cura para a Doença de Ménière. Shepard se encontrou com o doutor William F. House. Este propôs abrir o osso mastoide de Shepard e realizar um pequeno buraco no saco endolinfático. Um pequeno duto então seria inserido com o objetivo de drenar o fluído em excesso. A cirurgia ocorreu no início de 1969 no Centro Médico de São Vicente em Los Angeles, com Shepard se internando sob o pseudônimo de Victor Poulos. O procedimento foi bem-sucedido e ele reconquistou seu certificado de voo em 7 de maio.
Slayton e o próprio Shepard o colocaram no comando da próxima missão disponível para a Lua, que era a Apollo 13 em 1970. Esta designação, sob circunstâncias normais, teria ido para Cooper, que tinha sido o comandante reserva da Apollo 10, porém ele foi ignorado. O novato Stuart Roosa do Grupo 5 foi escolhido como o piloto do módulo de comando. Shepard pediu para ter James McDivitt como seu piloto do módulo lunar, porém McDivitt, que já tinha comandado a Apollo 9, recusou a oportunidade, argumentando que Shepard não tinha treinamento suficiente no Programa Apollo a fim de comandar sua própria missão lunar. Edgar Mitchell, outro novato do Grupo 5, foi então designado como piloto do módulo lunar.
Slayton depois disso submeteu as designações de tripulação para os altos escalões da NASA. Entretanto, pela primeira vez desde que assumira essa função, suas escolhas foram recusadas. George Mueller, Administrador Associado da NASA, afirmou que toda a tripulação era muito inexperiente. Slayton assim perguntou a Lovell, que fora o comandante reserva da Apollo 11 e estava agendado para comandar a Apollo 14, se sua tripulação poderia voar na Apollo 13 com o objetivo de possibilitar maior tempo de treinamento para a equipe de Shepard. Lovell concordou e as duas tripulações inverteram as missões.
Lovell e Shepard não esperavam que houvesse muita diferença entre as missões, porém a Apollo 13 sofreu um desastre a caminho da Lua. Uma explosão em um dos tanques de oxigênio fez a alunissagem ser abortada e quase resultou na morte dos astronautas. Isto virou uma piada recorrente entre Shepard e Lovell, com este frequentemente oferecendo-se devolver a missão de volta para Shepard todas as vezes que os dois se encontravam. A falha da Apollo 13 adiou o lançamento da Apollo 14 até 1971 para que modificações fossem feitas na espaçonave. O local de pouso da Apollo 14 também foi trocado para Fra Mauro, que seria o destino da Apollo 13.

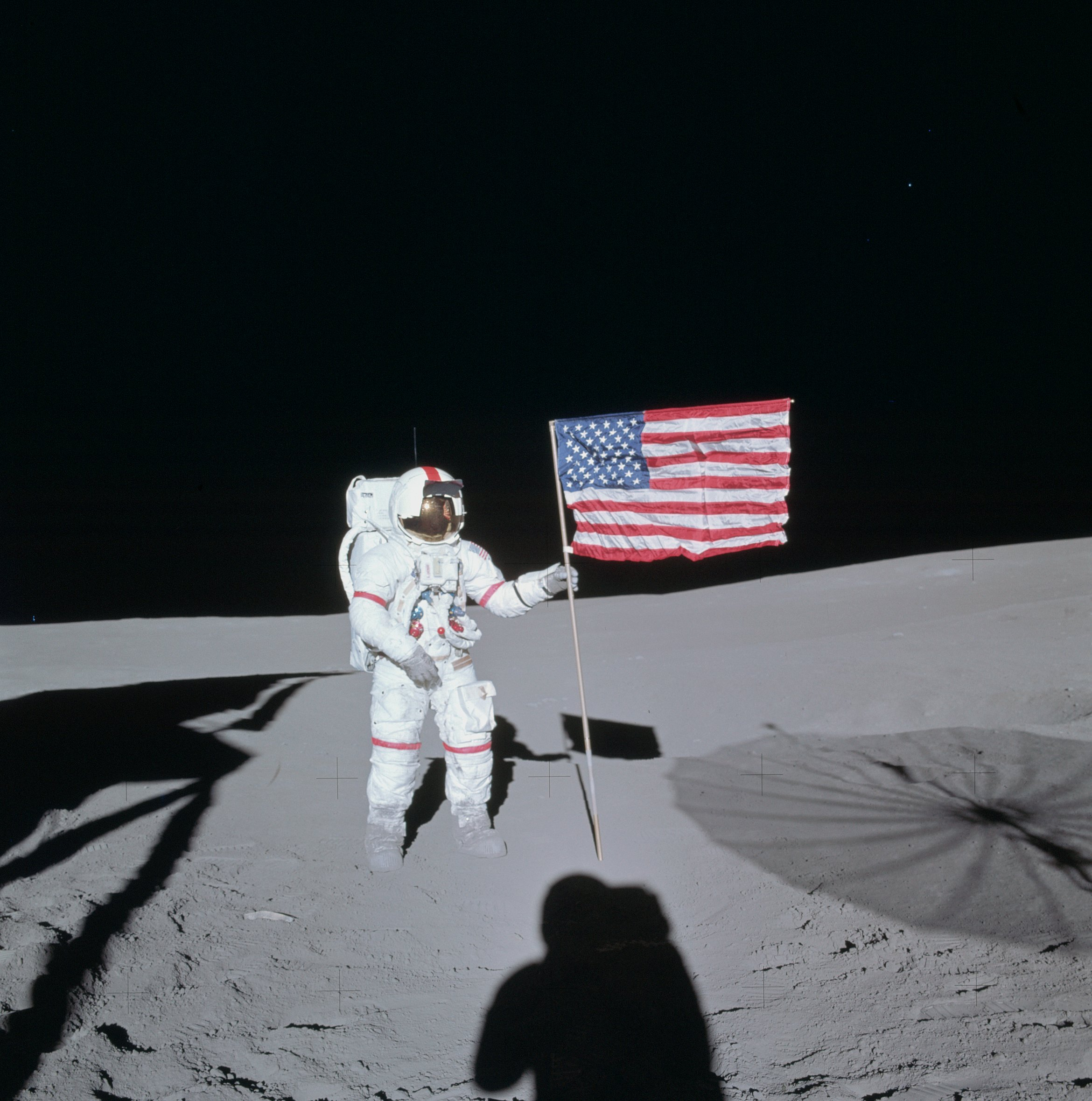
Shepard ao lado da bandeira dos Estados Unidos na Lua.

Shepard realizou seu segundo voo espacial como o comandante da Apollo 14 entre 31 de janeiro e 9 de fevereiro de 1971. Foi a terceira alunissagem da história, com ele tendo pilotado o módulo lunar Antares para o pouso mais preciso de todo o Programa Apollo no dia 5 de fevereiro às 8h37 GMT. A alunissagem mesmo assim não ocorreu tranquilamente. Dois alarmes falsos de aborto ocorreram logo após a separação do Antares do módulo de comando e serviço Kitty Hawk ainda em órbita lunar. O Controle da Missão precisou criar procedimentos para que o computador ignorasse os alarmes falsos, com Mitchell precisando inserir os códigos manualmente no computador. Mais adiante durante a descida, o radar de alunissagem não conseguiu rastrear a superfície da Lua, com os astronautas precisando trocar os circuitos até ele finalmente funcionar propriamente. Shepard depois comentou com o diretor de voo Gerald Griffin que ele teria continuado a descida mesmo sem o radar, afirmando que "Eu tinha chegado longe demais para abandonar a Lua".
A primeira atividade extraveicular da Apollo 14 começou quase cinco horas e meia após a alunissagem. Shepard foi o primeiro a sair do Antares, tornando-se a quinta pessoa a pisar na superfície lunar e, aos 47 anos de idade, a mais velha. Também foi o único dos astronautas do Grupo 1 a chegar na Lua. Suas primeiras palavras ao sair foram "E foi um longo caminho, mas estamos aqui". Mitchell se juntou a ele cinco minutos depois. Esta foi a primeira missão lunar a ter uma ampla cobertura televisiva em cores, com muitas das atividades dos astronautas perto do módulo lunar sendo gravadas por uma câmera instalada no estágio de descida.
Shepard e Mitchell plantaram a bandeira dos Estados Unidos e em seguida prosseguiram para o estabelecimento de equipamentos científicos. Os dois primeiro ergueram um experimento para determinar a composição do vento solar e depois ligaram uma antena de banda S para melhor comunicação com a Terra. Eles então descarregaram da unidade de armazenamento o Transportador Modular de Equipamento, um pequeno carrinho de mão que servia de mesa de trabalho e era equipado com ferramentas, câmeras fotográficas e de vídeo e sacolas para guardarem amostras da superfície. Por fim, estabeleceram o Retro-Refletor de Alcance Laser e o Pacote de Experimentos da Superfície Lunar da Apollo. Esta primeira caminhada espacial durou quatro horas e 49 minutos. A segunda atividade extraveicular ocorreu no dia seguinte e durou quatro horas e 35 minutos. Shepard e Mitchell coletaram 42 quilogramas de rochas e material lunar enquanto realizavam experimentos cenológicos. Seu objetivo era alcançar a cratera Cone, porém tiveram dificuldades de encontrá-la e o Controle da Missão ordenou que os dois voltassem, estando exaustos e já tendo caminhado mais de três quilômetros.

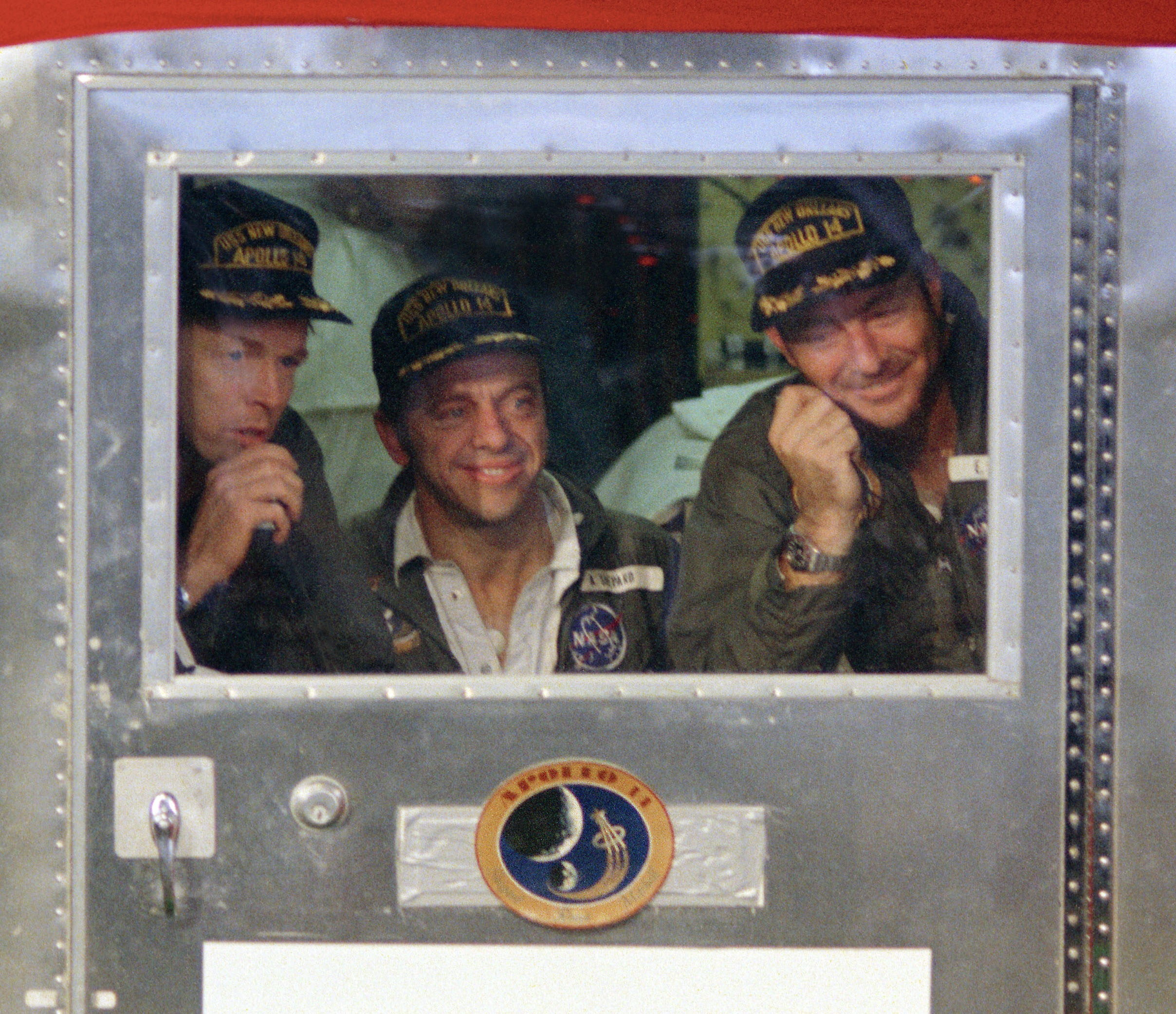
Roosa, Shepard e Mitchell na Instalação de Quarentena após seu retorno.

Shepard, pouco antes do fim da atividade extraveicular, sacou um taco de golfe que tinha escondido no módulo lunar e realizou três tacadas na superfície, acertando duas bolas que estavam em seus bolsos. Ele brincou na última tacada que a bola tinha viajado "milhas e milhas e milhas". Shepard tentou fazer as tacadas com as duas mãos, porém a pouca mobilidade do traje espacial o forçou a bater com apenas uma. O Antares deixou a superfície lunar no dia 6 de fevereiro e reencontrou com o Kitty Hawk e Roosa em órbita, com ele tendo passado seu tempo sozinho realizando diversas atividades científicas orbitais. Todos os materiais relevantes foram transferidos do módulo lunar para o módulo de comando e os três iniciaram sua volta para a Terra. O Kitty Hawk amerissou no Oceano Pacífico três dias depois e os astronautas foram resgatados pelo navio de assalto anfíbio USS New Orleans.
Ele foi condecorado com sua segunda Medalha de Serviços Distintos da NASA depois da missão, além de uma Medalha de Serviço Distinto da Marinha. Sua citação para esta última afirmava que seu desempenho na Apollo 14 fora "brilhante". Shepard voltou para seu posto como Chefe do Escritório dos Astronautas em junho. No mês seguinte o presidente Richard Nixon o nomeou como representante na 26ª Assembleia Geral das Nações Unidas, posição que exerceu entre setembro e dezembro. Foi promovido a contra-almirante por Nixon em 26 de agosto, tornando-se o primeiro astronauta a alcançar essa patente. Ele também atuou como CAPCOM da Apollo 15 e da Apollo 17. Shepard se aposentou da NASA e da Marinha em 31 de julho de 1974.

## Pós-NASA

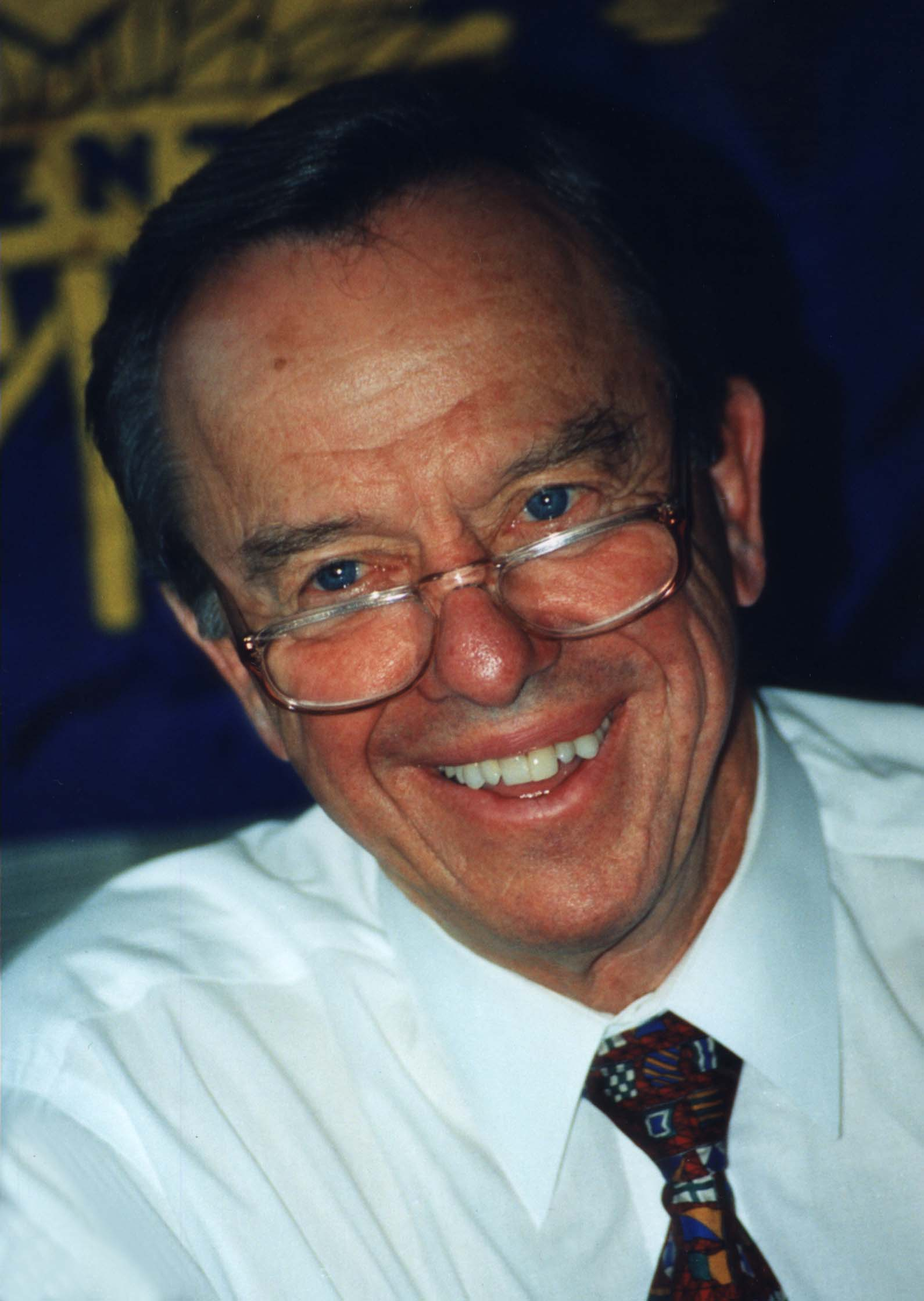
Shepard em 1995.

As filhas de Sheppard, Julie, Laura e Alice, muitas vezes eram as únicas crianças filhas de astronautas que compareciam a eventos da NASA. Ele as ensinou a esquiar e as levou para uma viagem de esqui no Colorado. Uma vez ele chegou a alugar um pequeno avião e as levou junto com amigas do Texas até um acampamento de verão no Maine. Também mimava seus seis netos. Shepard começou a passar mais tempo com a esposa depois da Apollo 14 e começou a levá-la todos os anos em viagens para a Ásia ou para assistirem o Show Aéreo de Paris na França. Louise tinha ouvido falar sobre os casos de seu marido. A publicação em 1979 do livro The Right Stuff de Tom Wolfe fez com que se tornassem de conhecimento público, porém ela nunca questionou ele a respeito, ou considerou deixá-lo.
Ele serviu no conselho diretivo de várias companhias e embarcou em negócios com sua companhia Seven Fourteen Enterprises, Inc. (nomeada em homenagem a Freedom 7 e Apollo 14), fazendo fortuna nos ramos bancário e imobiliário. Foi membro da Sociedade Astronáutica Americana, Sociedade de Pilotos de Teste Experimentais, Rotary, Kiwanis, Sociedade Mayflower, Sociedade dos Cincinnati e dos Ases de Caça Americanos, membro honorário da Escola Houston para Crianças Surdas e diretor do Instituto Nacional Espacial e Instituto de Pesquisa do Ouvido de Los Angeles. Shepard, junto com os astronautas do Grupo 1 e Betty Grissom, viúva de Gus Grissom, fundou em 1984 a Fundação Sete da Mercury, que arrecada dinheiro para bolsas de estudo para estudantes de engenharia e ciências. Ela foi renomeada em 1995 para Fundação de Bolsas de Estudo dos Astronautas. Ele foi eleito seu primeiro presidente e diretor, posições que ocupou até outubro de 1997.
Shepard foi diagnosticado com leucemia em 1996 e morreu de complicações da doença dois anos depois em Pebble Beach, Califórnia, em 21 de julho de 1998. Foi o segundo astronauta que pisou na Lua a morrer, com o primeiro tendo sido James Irwin em 1991. Louise resolveu cremar os restos do marido e espalhar as cinzas, porém ela morreu de um ataque do coração um mês depois em 25 de agosto às 17h, o mesmo horário que Shepard costumava ligar para ela. Eles foram casados por 53 anos. A família decidiu cremar os dois e suas cinzas foram jogadas por um helicóptero da Marinha sobre Stillwater Cove, em frente de sua casa em Pebble Beach.

## Homenagens
Shepard foi condecorado em 1º de outubro de 1978 com a Medalha de Honra Espacial do Congresso pelo presidente Jimmy Carter. Também recebeu o Prêmio Prato de Ouro por Ciência e Exploração em 1981, a Medalha de Ouro Langley em 1964, o Prêmio John J. Montgomery em 1963, o Troféu Lambert, o Prêmio Iven C. Kincheloe, o Prêmio Cabot, o Troféu Collier e da Medalha de Ouro da Cidade de Nova Iorque em 1971. Ele recebeu honoris causa de mestrado em artes em 1962 pela Faculdade Dartmouth, doutorado de ciências em 1971 pela Universidade de Miami e um doutorado em humanas em 1972 pela Faculdade Franklin Pierce. Shepard também entrou em 1977 no Hall da Fama da Aviação Nacional, no Hall da Fama Espacial Internacional em 1981 e no Hall da Fama dos Astronautas dos Estados Unidos em 1990.

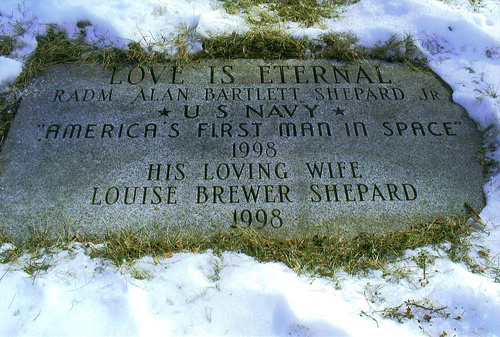
Pedra memorial de Shepard em Derry.

A Marinha nomeou em 2006 o navio de suprimentos USNS Alan Shepard em sua homenagem, com sua filha Laura sendo sua madrinha. O Centro de Descoberta McAuliffe-Shepard em Concord, Nova Hampshire, é nomeado em sua homenagem e a astronauta e professora Christa McAuliffe. A rodovia Interestadual 565, que passa em frente do Centro Espacial e de Foguetes dos Estados Unidos no Alabama, foi nomeada em 1996 para Rodovia Almirante Alan B. Shepard. A Interestadual 93 em Nova Hampshire é designada como Rodovia Alan B. Shepard desde a divisa com Massachusetts até a cidade de Hooksett, enquanto em Hampton, Virgínia, há uma Avenida Comandante Shepard. Sua cidade natal de Derry possui o apelido de Cidade Espacial em homenagem a sua carreira como astronauta. O escritório dos correios em Derry foi nomeado de Edifício dos Correios Alan B. Shepard Jr. por um ato do Congresso dos Estados Unidos. Há um Parque Alan Shepard em Cocoa Beach, ao sul de Cabo Canaveral, nomeado em sua homenagem. A cidade de Virginia Beach renomeou seu centro de convenções como Centro de Convenções Alan B. Shepard, depois renomeado para Centro Cívico Alan B. Shepard e demolido em 1994.
A Academia Pinkerton em Derry, onde Shepard estudou quando jovem, nomeou um de seus edifícios em sua homenagem, com o time escolar sendo chamado de Astros por causa de sua carreira espacial. A Escola Superior Alan B. Shepard foi inaugurada em 1976 em Palos Heights, Illinois. Há vários recortes de jornais enquadrados pelos corredores da escola mostrando as várias realizações e marcos da vida de Shepard. Além disso, o jornal escolar é nomeado de Freedom 7 e o time também é chamado de Astros. Há ainda o foguete suborbital turístico New Shepard da companhia Blue Origin, que foi nomeado em sua homenagem em 2015.
Uma pesquisa realizada pela Fundação Espacial em 2010 elegeu Shepard como o nono maior herói espacial mais popular, empatado com Buzz Aldrin e Grissom. A NASA homenageou Shepard postumamente em 2011 lhe presenteando com o Prêmio Embaixador da Exploração, que consiste de uma rocha lunar dentro de um acrílico, por suas contribuições para o programa espacial. Seus familiares aceitaram o prêmio em seu lugar durante uma cerimônia realizada em 28 de abril no Museu da Academia Naval dos Estados Unidos, onde está em exibição permanente. Uma semana depois em 4 de maio o Serviço Postal dos Estados Unidos emitiu um selo em sua homenagem, o primeiro selo norte-americano a representar um astronauta específico. A cerimônia de lançamento ocorreu no Complexo de Visitantes do Centro Espacial Kennedy.
A Fundação Espacial, em parceria com a NASA e a Fundação Memorial dos Astronautas, entrega todos os anos o Prêmio Alan Shepard de Tecnologia em Educação para contribuições extraordinárias por educadores ou administradores distritais pelo avanço da tecnologia educacional. O prêmio reconhece excelência no desenvolvimento e aplicação de tecnologias na sala de aula ou no desenvolvimento profissional de professores afim de promover alunos ao longo da vida ou facilitar o processo de aprendizagem.
Shepard também já foi representado em diversas obras de ficção, interpretado por diferentes atores: no filme The Right Stuff de 1983 por Scott Glenn; na minissérie From the Earth to the Moon de 1998 foi interpretado por Ted Levine; no filme Race to Space de 2002 pelo ator Mark Moses; na minissérie Space Race de 2005 por Todd Boyce; na série The Astronaut Wives Club de 2015 por Desmond Harrington; e no filme Hidden Figures de 2016 por Dane Davenport. Além disso, os nomes dos personagens Alan Tracy da série televisiva Thunderbirds e Comandante Shepard da série de jogos eletrônicos Mass Effect foram homenagens a Shepard.